# Everybody's Got to Learn Sometime
Everybody's Got to Learn Sometime är en låt av The Korgis, utgiven som singel den 11 april 1980. Låten blev en hit och erövrade första plats i Frankrike samt femte plats på UK Singles Chart.
Coverversioner har spelats in av bland andra The Dream Academy (1987), Brian Davis (1991), Yazz (1994), Baby D (1995), Army of Lovers (2001), Erasure (2003), Zucchero (2004) och Cantamus Girls Choir (2005).